# Christiane Zeiske
Christiane Zeiske (auch Christiane Zeiske-Klose, * 1961 in Hamburg) ist eine deutsche Schauspielerin.

## Leben
Christiane Zeiske wuchs in Hamburg auf, dort absolvierte sie auch ihre Ausbildung. 1992 zog sie nach Berlin. Ihre Schauspielausbildung erhielt sie zwischen 1982 und 1985 im Schauspielstudio Hedi Höpfner in Hamburg und bei Annemarie Marks-Rocke in Hamburg. 1990 wurde ihr Sohn geboren. Sie hatte diverse Theaterengagements in Hannover, Bonn, Berlin und München. Seit 2001 gehört sie zur Stammbesetzung der Sat.1-Comedy-Produktion Mensch Markus.

## Filmografie
- 1984: Recht in Fallstudien (Serie)
- 1984: Der Jugendrichter (Gerichtsserie)
- 1991: Die Männer vom K3 (Krimireihe)
- 1992: Berlin Break (Krimiserie)
- 1992–1993: Hilfe, meine Familie spinnt (26-tlg. Comedyserie)
- 1995: Mona M.
- 1995: Freunde fürs Leben (Serie)
- 1996: Rosa Roth (Krimireihe)
- 1996: Im Namen des Gesetzes (Krimiserie), drei Folgen
- 1997: Unser Charly (Serie)
- 1997: OP ruft Dr. Bruckner (Serie)
- 1997: Praxis Bülowbogen (Serie)
- 1997: Die Bubi-Scholz-Story (2-tlg. Fernsehfilm)
- 1997: Wolffs Revier (Krimiserie)
- 1998: Der Landarzt (Serie)
- 1999: Großstadtrevier (Polizeiserie)
- 1999: Die Spesenritter (Fernsehfilm)
- 2000: Ein starkes Team – Der Todfeind (Krimireihe)
- 2000: Niko (Fernsehfilm)
- 2000: Tatort – Der schwarze Skorpion (Fernsehreihe)
- 2000: Tatort – Einsatz in Leipzig
- 2001: Herzschlag – Das Ärzteteam Nord (Serie)
- 2001: Alphateam – Die Lebensretter im OP (Serie)
- 2001–2002: Mensch Markus (1. und 2. Staffel) (Sketch-Comedyserie)
- 2002: Die Wache (Krimiserie)
- 2002: Balko (Krimiserie), Epis.-Hauptrolle
- 2003–2004: Mensch Markus (3. und 4. Staffel) (Sketch-Comedyserie)
- 2004: Edel & Starck (Anwaltsserie)
- 2004: Balko
- 2005: Mensch Markus (5. Staffel) (Sketch-Comedyserie)
- 2005: Ein Hund, zwei Koffer und die ganz große Liebe (Fernsehfilm)
- 2006: Deutschland ist schön – Die Allstar Comedy (Comedyserie)
- 2006: Mensch Markus (drei Specials) (Sketch-Comedyserie)
- 2006: Mr. Nanny – Ein Mann für Mama (Fernsehfilm)
- 2007: Dell & Richthoven (Serie)
- 2007: Dörte’s Dancing (Spielfilm)
- 2007: Hindernisse des Herzens (Spielfilm)
- 2007: Drei, ein Viertel (Comedyserie)
- 2008: Funny Movie (Comedyserie)
- 2009: Romeo und Jutta (Fernsehfilm)
- 2009: Endlich Jetzt (Kurzfilm)
- 2008: Ground under Water
- 2009: Notruf Hafenkante (Fernsehserie, Folge Vermisstes Glück)
- 2010: SOKO Wismar
- 2010: Reality/Show (Kurzfilm)
- 2011: Heiter bis Tödlich-Nordisch Herb (Serie)

### Auszeichnungen
- 2004: Deutscher Comedypreis; Kategorie: Beste Sketch-Comedyserie – Mensch Markus
- 2006: Deutscher Comedypreis; Kategorie: Beste Sketch-Comedyserie – Mensch Markus

## Theater
| Spielzeit | Stück                                  | Theater                                       |
| --------- | -------------------------------------- | --------------------------------------------- |
| 1985/86   | Schein oder nicht Schein               | Neues Theater, Hannover                       |
| 1985/86   | Ein Herz und eine Bohne                | Neues Theater, Hannover                       |
| 1986      | Die Räuber                             | Theater im Park, Bad Godesberg                |
| 1987/88   | Die Verschwörung des Fiesco zu Genua   | Tourneetheater Wickingshoff, Essen            |
| 1989–1991 | Guten Morgen, du Schöne (Soloprogramm) | Münchner Volkstheater, Hebbel-Theater, Berlin |
| 1991      | Goethes Faust                          | Düsseldorfer Theater in der Altstadt          |